# My Name is Zaawaadi
My Name is Zaawaadi ist ein ungarischer Porno-Gonzo-Film des Regisseurs Rocco Siffredi aus dem Jahr 2020.
Der Film ist am 30. September 2020 auf DVD bei Evil Angel Productions und VoD erschienen.

## Handlung
Der Film beginnt mit einem Interview von Regisseur Rocco Siffredi mit Fragen an Zaawaadi und Tiffany Tatum. Daraufhin folgt ein Pornofilmteil mit Sexszenen. In der Mitte des Films wird wieder zum Interview gewechselt. Dann werden wieder Pornoszenen gezeigt. Am Ende des Films steht wieder ein Interview.

## Auszeichnungen
- 2020: XBIZ Europa Awards – Winner: Gonzo Movie of the Year[3]
- 2020: XBIZ Europa Awards – Winner: Best Sex Scene – Gonzo, (Tiffany Tatum, Vince Karter, Zaawaadi)[3]
- 2020: XCritic Awards – Winner: Scene of the Year (Cherry Kiss, Malena Nazionale, Michael Chapman, Oscar Batty, Yves Morgan, Zaawaadi)[4]